# 鎮轅境頂土地廟

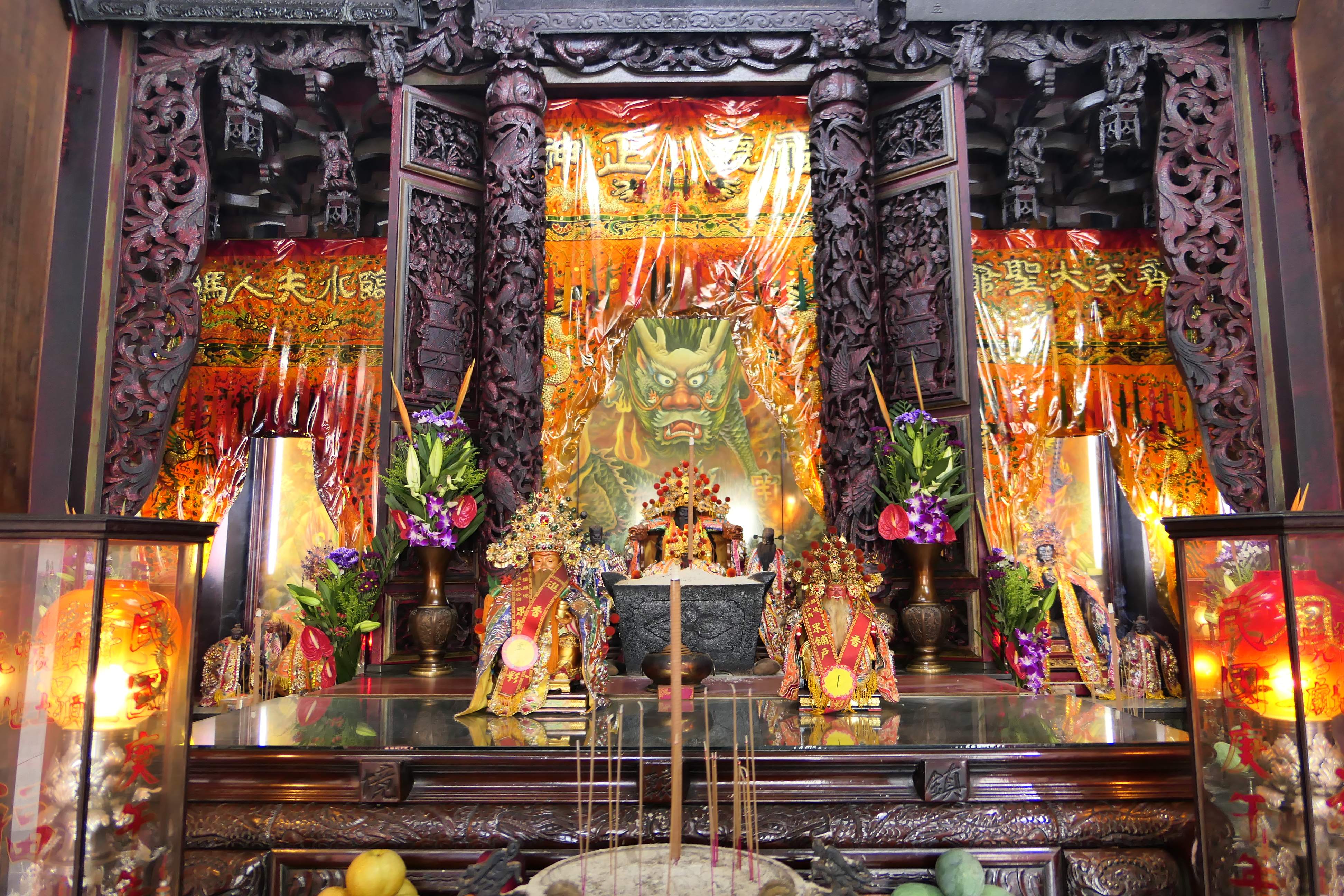
鎮轅境正殿

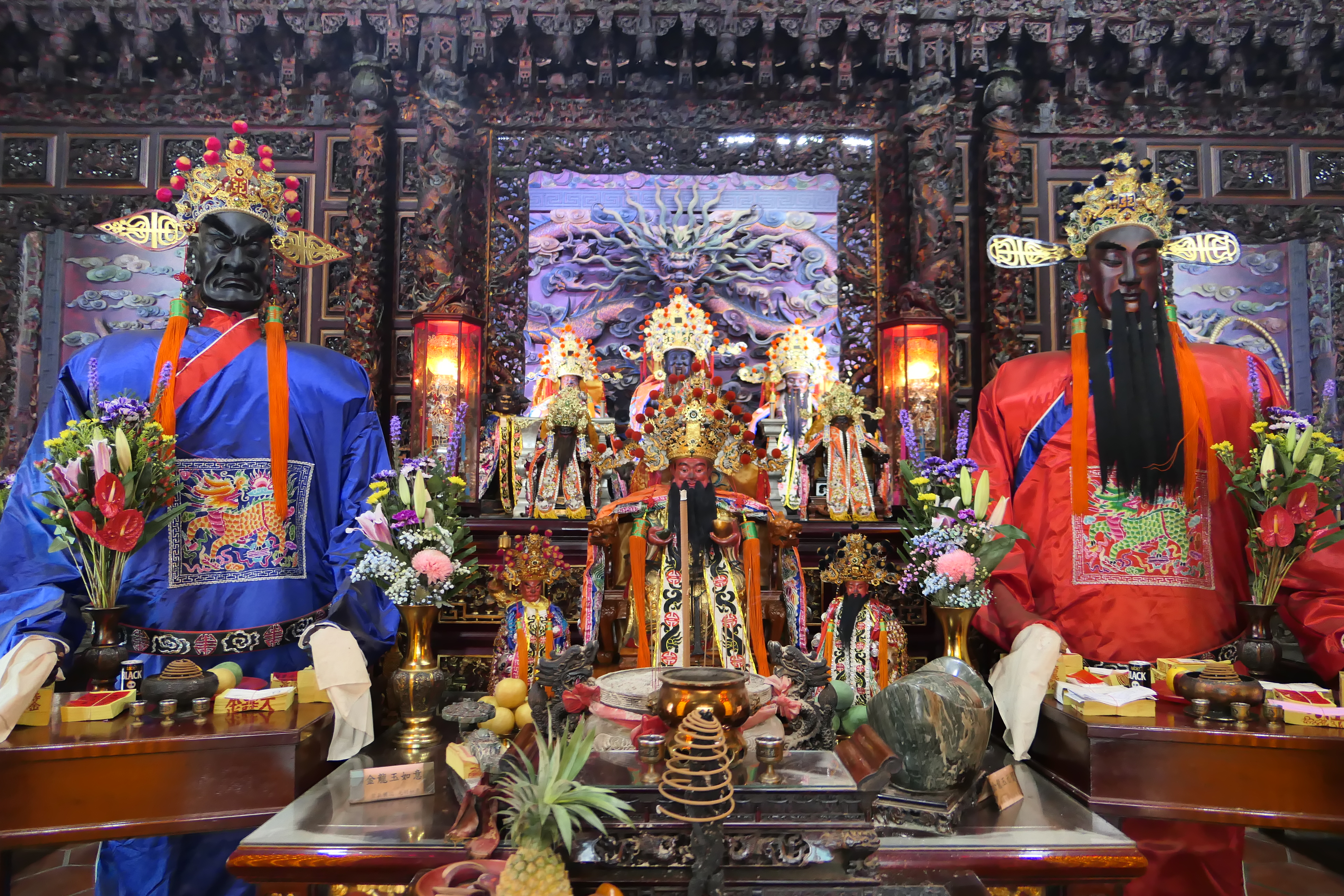
鎮轅境後殿

鎮轅境頂土地廟（鎮轅境頂土地公廟）位於臺灣臺南市北區，是主祀福德正神的廟宇。該廟與軍民合建的總祿境下土地廟相對，護佑著崇安街（總爺街），是典型「路頭路尾土地公」的例子，兩廟也是清末府城聯境「十八境」的成員。該廟相傳是位在總爺街「蜈蚣穴」的頭部，廟兩側呈V字型的道路是蜈蚣的觸角。
除福德正神外，還陪祀有齊天大聖與臨水夫人，後殿福德正神兩側還有供奉大型的文、武判官。廟中保有道光十二年（1832年）的石香爐、與「顯靈保固」、「保我黎民」古匾。

## 沿革
關於鎮轅境頂土地廟的建廟年代有數種說法，一說是清乾隆五年（1740年），總兵何勉在總鎮署周邊建土城「大營盤城」時。另一說則是乾隆十三年（1748年），跟總祿境同時興建。該廟與總祿境均是總爺街的土地廟，但是鎮轅境是官建廟宇，總祿境則是軍民集資合建。該廟舊稱「總鎮署東轅門土地祠」，於《重修臺灣縣志》（1752年）有寫說府城文武衙門左邊均建有土地祠，在農曆每月初一、十五都會由主官帶領主祭。
清道光、咸豐年間重修過。二次大戰後，於民國47年（1958年）在當地信眾黃江、王堯醮、謝萬發等人發起下重修。民國82年（1993年）重建成今貌。

## 傳說
相傳太子太保王得祿因受到鎮轅境土地公所激而前往嘉義，因緣際會下救助嘉慶君。而因為王得祿感念受到鎮轅境土地公護佑，受其刺激而奮發之恩，故奏請朝廷，所以該廟土地公戴官帽，並有文、武判官，建築也採用燕尾脊。又有一說是總兵要參拜土地公，因總兵為二品官，所以將土地公升為一品。
另外有說法認為鎮轅境土地公左右是文、武判官，庇祐求取功名者，而總祿境土地公左右是招財、進寶童子，庇祐求取利祿者。又有一說是因為總祿境地勢較低，可擋住財富，而有「求官上土地，求財下土地」的說法。

## 圖片

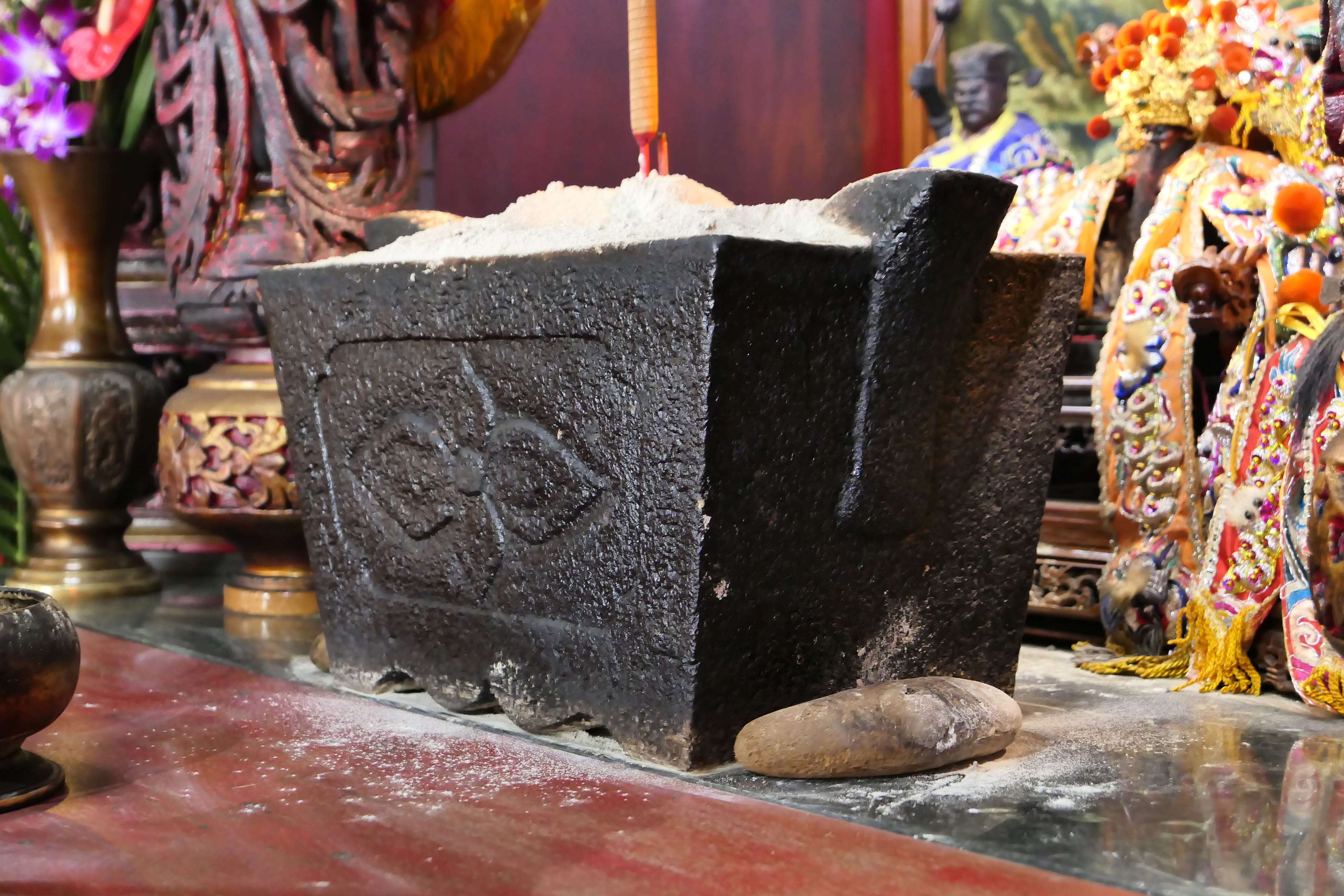
石香爐
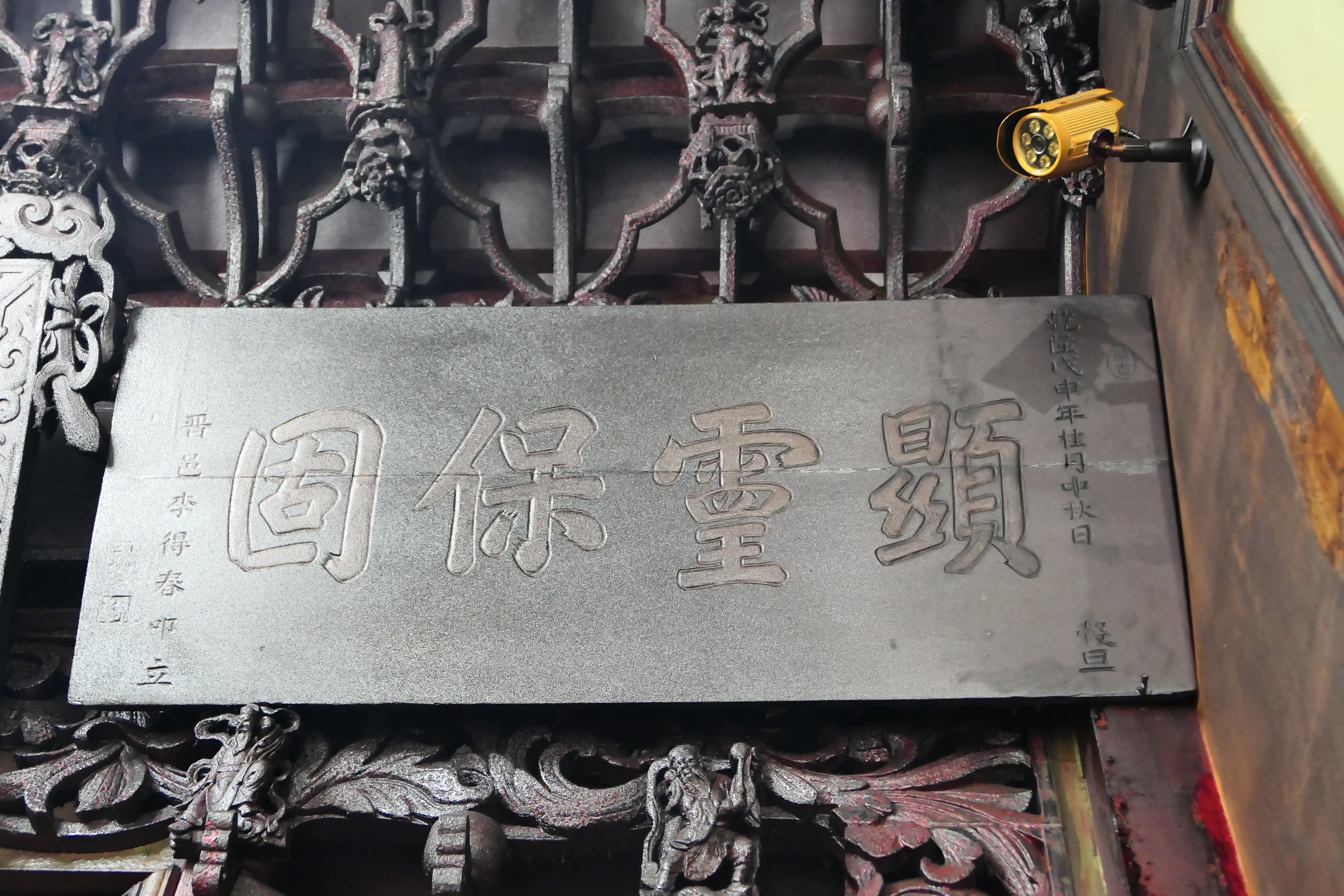
「顯靈保固」匾
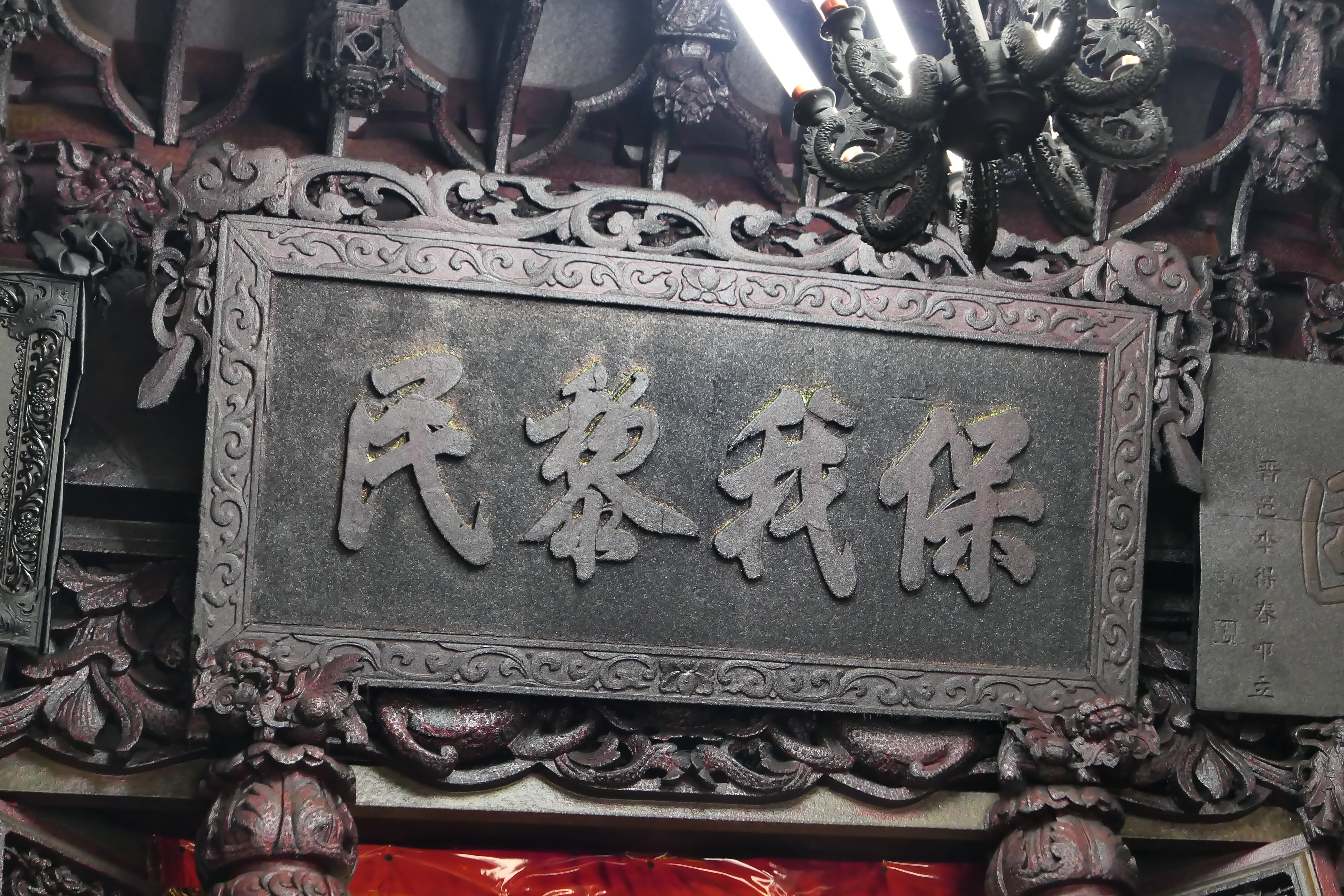
「保我黎民」匾